# 深溪口乡
深溪口乡，是中华人民共和国湖南省怀化市沅陵县下辖的一个乡镇级行政单位。

## 行政区划
深溪口乡下辖以下地区：
桂竹溪村、文家村、龙子坪村、隆兴村、深溪口村、三坝滩村、卢家湾村、横石村和南三新村。